# James Agee
James Rufus Agee, född 27 november 1909 i Knoxville, Tennessee, död 16 maj 1955 i New York City, New York, var en amerikansk författare, journalist, poet, manusförfattare och filmkritiker. Hans självbiografiska roman A Death in the Family (1957) tilldelades postumt Pulitzerpriset för skönlitteratur 1958.

## Biografi
Agee föddes i Knoxville, Tennessee vid Highland Avenue och 15th Street (omdöpt till James Agee Street 1999) som son till Hugh James Agee och Laura Whitman Tyler. Då Agee var sex år gammal, dog hans far i en trafikolycka. Från sju års ålder studerade han och hans yngre syster Emma i internatskolor. En av dessa var belägen i närheten av hans mors sommarbostad två mil utanför Sewanee, Tennessee. Saint Andrews School for Mountain Boys drevs av munkar från amerikanska episkopalkyrkan knutna till Order of the Holy Cross, och det var här som Agees livslånga vänskap med prästen, Father James Harold Flye, började 1919. Som Agees nära vän, var Flye mottagare till många av Agees mest personliga brev. 
Agee studerade vid Knoxville High School 1924–25 och reste med Flye till Europa under sommaren, då Agee var sexton år. Vid återkomsten flyttade Agee till en internatskola i New Hampshire. Han påbörjade sina studier vid Phillips Exeter Academy 1928. Där han gav ut Monthly där hans första noveller, pjäser, dikter och artiklar publicerades. Agee antogs vid Harvard University 1932. Där var han chefredaktör för Harvard Advocate.
År 1951, i Santa Barbara, fick Agee den första av två hjärtinfarkter, vilket till slut ledde till hans död fyra år senare vid en ålder av 45 år. Han dog 1955 i en taxi i New York.

## Karriär
Efter sin utbildning skrev han för tidskrifterna Fortune och Time, men mest känd blev han senare som filmkritiker i The Nation. Han gifte sig med Via Saunders 28 januari 1933; de skilde sig 1938 och samma år gifte han om sig med Alma Mailman. 1934 gav han ut sin enda diktsamling, Permit Me Voyage, med förord av Archibald MacLeish.
Sommaren 1936 tillbringade Agee och fotografen Walker Evans åtta veckor bland arrendebönder i Alabama på uppdrag av Fortune. Då Fortune inte publicerade artikeln (han lämnade magasinet 1939), gav Agee ut materialet i bokform med titeln, Let Us Now Praise Famous Men (1941). Den såldes endast i 600 exemplar innan restupplagan slumpades bort. Samma år flyttade Alma till Mexiko med deras treårige son, Joel, för att leva tillsammans med författaren Bodo Uhse. Agee bodde nu tillsammans med Mia Fritsch i Greenwich Village, vilken han gifte sig med 1946. De fick två döttrar, Teresa och Andrea, och en son, John.
År 1942 blev Agee filmkritiker i Time, senare filmkritiker i The Nation. År 1948 blev han frilansförfattare. Som frilansare under 1950-talet fortsatte han att skriva artiklar för magasin samtidigt som han arbetade med filmmanus, ofta tillsammans med fotografen Helen Levitt.
Han var en beundrare av Laurence Oliviers Henry V och Hamlet, speciellt Henry V, om vilken han publicerade tre separata recensioner av, vilka finns i samlingen Agee on Film.
Agees karriär som manusförfattare till film förkortades av hans alkoholism, men han är trots det författare till två av de stora filmerna under 1950-talet: The African queen (1951), (Afrikas drottning) och The Night of the Hunter (1955), (Trasdockan).

## Eftermäle
Under sin livstid var Agee inte särskilt känd, men efter hans död har hans litterära rykte växt. År 1957 gavs hans roman, A Death in the Family (vilken baserades på händelserna kring hans fars död), ut postumt och 1958 vann den Pulitzerpriset för skönlitteratur.  
Agees recensioner och manus har givits ut i samlingen Agee on Film, 
Agees bok Let Us Now Praise Famous Men, som ignorerades då den gavs ut 1941, har tagit plats bland de största litterära verken under 1900-talet enligt the New York School of Journalism och New York Public Library. Samuel Barber har tonsatt delar ur "Descriptions of Elysium" från Permit Me Voyage, bland annat sången "Sure On This Shining Night"; dessutom, använde han prosa från "Knoxville"avsnittet i "A Death in the Family" i sitt verk för sopran med titeln "Knoxville: Summer of 1915."

## Priser och utmärkelser
- Pulitzerpriset för skönlitteratur 1958 för A Death in the Family